# Lomandra laxa
Lomandra laxa är en sparrisväxtart som först beskrevs av Robert Brown, och fick sitt nu gällande namn av Alma Theodora Lee. Lomandra laxa ingår i släktet Lomandra och familjen sparrisväxter. Inga underarter finns listade i Catalogue of Life.